# Thaumatichthys binghami
Thaumatichthys binghami es un pez abisal que pertenece a la familia Thaumatichthyidae, del orden Lophiiformes. Se encuentra en el Océano Atlántico, a una profundidad de 2532 metros (8307 pies). Esta especie es muy parecida a Thaumatichthys axeli.
Fue reconocida por primera vez en 1927, por el noruego Albert Eide Parr.

### Lectura recomendada
- Eschmeyer, W.N. (ed.)0 Catalog of fishes. Special Publication, California Academy of Sciences, San Francisco. 3 vols. 2905 p. (Ref. 26282).
- Haedrich, R.L. and N.R. Merrett0 Summary atlas of deep-living demersal fishes in the North Atlantic Basin. J. Nat. Hist. 22:1325-1362. (Ref. 40643).
- McAllister, D.E.0 A working list of fishes of the world. Copies available from D.E. McAllister, Canadian Museum of Nature, P.O. Box 3443, Ottawa, Ontario K1P 6P4, Canadá. 2661 p. plus 1270 p. Index. (Ref. 27116).
- Pietsch, T.W.0 Oceanic anglerfishes. Extraordinary diversity in the deep sea. Oceanic Anglerfishes, i-xii; 1-557pp. (Ref. 86949).